# Зарудний Григорій Федорович
Григорій Федорович Зарудний (?-1687—1708-?) — український козацький військовий та державний діяч. Полковий осавул Миргородського козацького полку у 1688–1690 роках, та полковий суддя у тому ж полку у 1690–1715 роках.
Брав участь у Кримських походах 1687 та 1689 років. У 1699 році був послом до султана Османської імперії. Отримав від гетьмана Мазепи грамоту на село Слобідку, Миргородського полку. Отримав від гетьмана село Тухи, Яреськовської сотні, Миргородського полку.

## Родина
Григорій Федорович Зарудний є одним з перших представником родини Зарудних, його нащадки внесені до II частини родовідної книги Полтавської і Харківської губерній.
Про походження Григорія Федоровича майже нічого не відомо, окрім того, що його батько був Федір, який жив у XVII столітті.
Є відомості про дітей Григорія Федоровича:
- Іван Григорович Зарудний (?- до 1748) — сотник Ізюмського слобідського козацького полку. Одружений з Євдокією Костянтинівною Донець-Захаржевською, представницею слобідської полковничої династії Донців-Захаржевських, яка була донькою Костянтина Григоровича Донця-Захаржевського, полковника Ізюмського слобідського козацького полку.
- Петро Григорович Зарудний — знатний військовий товариш Лубенського полку. Мешкав у місті Глинську, Лубенського полку. Одружений з Жуковською.
- Мойсей Григорович Зарудний (?-1708—1725-?) — полковий сотник Миргородського козацького полку у 1708 та 1723–1725 роках. Брав участь у Сулацькому поході 1725 року. Його нащадки в подальшому мешкали на території Миргородського полку. Одружений з Софією Степанівною Томарою, представницею старшинського роду Томари, донькою полковника Переяславського полку Степана Томари.
- Пелагія Григорівна Голдевська (?- до 1708) — одружена з Матвієм Годлевським, родичем гетьмана Данила Апостола.